# Oscar Strock
Fotoportrait Oskar Strock als jüngerer Mann

Link zum Bild

(Bitte Urheberrechte beachten)
Oscar Davidowitsch Strok, auch Strock, auch Oskar (russisch Оскар Давыдович Строк; * 25. Dezember 1892jul. / 6. Januar 1893greg. in Daugavpils, Russisches Kaiserreich; † 22. Juni 1975 in Riga, Lettische SSR) war ein lettischer Kapellmeister, Komponist, Arrangeur und Pianist.

## Leben
Oscar Strocks Vater war Berufsmusiker in einem Theaterorchester.
Fotoportrait Oskar Strock als älterer Mann

Link zum Bild

(Bitte Urheberrechte beachten)
Da Strock sich bereits als Kind sehr für Musik begeisterte, erlernte er nach Gitarre und Balalaika das Violin- und später das Klavierspiel. Mit zwölf Jahren begann er ein Musikstudium am Konservatorium in St. Petersburg. Eine seiner ersten Kompositionen, mit denen er auf sich aufmerksam machte, war die Vertonung eines Gedichts von Puschkin, welche später in der Interpretation durch die populäre russische Sängerin Anastassija Wjaltsewa bekannt wurde.
Auch seine sieben Brüder studierten Musik in St. Petersburg; am bekanntesten von ihnen wurde der Konzertgeiger Leo Strokoff (auch: Strockoff), ein Schüler von Eugène Ysaÿe.
Die Anfänge von Strocks Musikerlaufbahn waren eher bescheiden: Er arbeitete als Korrepetitor, als Kinoklavierspieler und als Cafépianist. Er heiratete eine Italienerin österreichischer Herkunft und gründete eine Familie. Nach der Geburt des ersten Kindes kehrte Strock in seine Heimatstadt Riga zurück. Er versuchte sich als Verleger und brachte die literarische Zeitschrift Novaya Newa heraus, daneben veröffentlichte er Bücher und Musiknoten.
In den 1920er und 1930er Jahren war Strock in Lettland Pianist und Leiter einer Tanzkapelle. Außerdem komponierte er und schrieb Lieder, Balladen, Walzer und Jazzstücke. Seine besondere Liebe aber galt dem Tango, den er keineswegs nur als Gebrauchsmusik oder gar als Zugeständnis an die Mode verstand.
1927/28 unternahm Strock eine Reise nach Paris und versuchte sich dort niederzulassen. In Berlin nahm er mit einem eigenen Orchester 1929 mehrere seiner Kompositionen bei Adler-Electro auf. Bei dieser Firma begleitete er im August 1930 auch den Refrainsänger und nachmals erfolgreichen Schlagerkomponisten Walter Jurmann. Eine Aufnahme mit dem Refrainsänger Alexander A. Balaban als „Fred King“ ist auf dem Ultraphon-Label erhalten. Sein erster eigener kompositorischer Erfolg war der Tango Schwarze Augen (Черные глаза), zuerst aufgenommen in Berlin im Herbst 1929 durch das Orchester Marek Weber.

Zur Strocks Entdeckung zählte der russische Bariton Pjotr Leschtschenko/Петр Лещенко. Viele Lieder von Strock sind in der Interpretation von Pjotr Leschtschenko berühmt geworden. Namhafte Interpreten wie der in Riga lebende Tenor Konstantin Sokolski sangen Strocks Tangoballaden und Zigeuner-Romanzen für die Schallplatte. Drei seiner berühmtesten Stücke spielte das Orchester von Marek Weber für Electrola ein; die Refrains sang auf Russisch Marek Belorusov. In der Sowjetunion spielten die großen Jazzorchester von Alexander Naumowitsch Zfasman, Leonid Ossipowitsch Utyosov/Леонид Осипович Утёсов und Jakow Borissowitsch Skomorowski Strocks Kompositionen.
Oscar Strock, Aleksandr Bayanov, Konstantin Sokolsky, Vladimir Nepljujew

Link zum Bild

(Bitte Urheberrechte beachten)
Die Machtübergabe an die Nationalsozialisten zwang ihn als jüdischen Künstler 1933 zur Flucht. Er verließ Deutschland und kehrte mit seiner Familie in seine Heimat nach Lettland zurück. Dort spielte er mit eigenem Orchester („Oskara Stroka džesa orkestris“) seine Kompositionen auf Schallplatten der Firma „Bellaccord“ ein, die Helmars Rudzītis 1931 in Riga gegründet hatte.
Finanzielle Probleme in den 1930er Jahren, die sich ergaben als seine Versuche als Verleger scheiterten und auch die Eröffnung eines Restaurants in Riga erfolglos blieb, danach politische Verfolgung und Aufführungsverbote in den späten 1940er und 1950er Jahren, als Lettland sowjetische Unionsrepublik war, machten für Strock das Leben vor wie nach der Rückkehr beschwerlich.
Im Zweiten Weltkrieg wurde er noch vor der deutschen Eroberung Lettlands mit seiner Familie nach Alma Atá evakuiert und er fand dort eine Beschäftigung als Pianist eines Unterhaltungsorchesters bei der Truppenbetreuung. Nach Kriegsende kehrte er nach Riga zurück, doch nun galten seine Kompositionen als dekadent: Nach dem Zweiten Weltkrieg war westliche Musik in der Sowjetunion unerwünscht. Die staatliche Musikergewerkschaft weigerte sich, ihn aufzunehmen, seine Kompositionen durften nicht mehr gedruckt, verkauft und aufgeführt werden.
Strock ließ trotz aller Widrigkeiten bis zu den letzten Minuten seines Lebens nicht von der Musik. Noch im Alter von 80 Jahren setzte er sich ans Klavier und spielte.
In das Blickfeld der Öffentlichkeit geriet Strock indes erst wieder in den 1970er Jahren. Bekannt sind unter anderem die Aufnahmen von Alfred Hause. Ehe es jedoch zu einem Comeback kommen konnte, starb er während der Vorbereitungen für ein Konzert am 22. Juni 1975 in Riga an Herzversagen.

## Werk
Strock schrieb mehr als 300 Musikstücke, darunter knapp 50 Tangos, die große Bekanntheit erreichten und in allen großen Städten aufgeführt wurden: In Berlin, Paris und Warschau waren sie gleichermaßen zu hören, sowohl in Gasthäusern und Cafés als auch in Konzertsälen und Tanzlokalen. Viele Schallplatten wurden davon in aller Welt aufgenommen und gepresst. In Übersee waren sie in Nachpressungen europäischer Matrizen („recorded in Europe“) zugänglich.
Zu seinen bekanntesten Tangos gehören:
- Zwei Dunkle Augen schau'n mich an / Schwarze Augen (Чёрные глаза)
- Sagen Sie, warum (Скажите, почему?)
- Musenka / O Mia Cara (Мусенька)
- Mondscheinrhapsodie (Лунная рапсодия)
- Schlaf mein armes Herz (Спи, мое бедное сердце)
- Mein letzter Tango (Мое последнее танго)
- Verlaß mich nicht (Не покидай)

Oskar Stroks Tango-Kompositionen waren europaweit erfolgreich, man spielte sie auch in Jugoslawien, Rumänien, Ungarn und der Sowjetunion. Als er 1935 eine Fernost-Tournee unternahm, erreichten sie sogar China und Japan. So kam es, dass man ihm den Beinamen „Tango-König“ verlieh.
Bei aller Weltläufigkeit vergaß Strock nie seine jüdischen Wurzeln.
Zu Jack Yellens und Lew Pollacks berühmtem Lied My Yiddische Mame, das er auch selber als Tango bearbeitete und aufnahm, schrieb er einen russischen Text: Сердце матери.
Zusammen mit Igor S. Korntayer schrieb er das jiddische Tangolied Vu Ahin Zol Ikh Geyn?/Скажи, куда мне идти?, welches der niederländische Sänger Leo Fuld weltbekannt machte.

## Nachwirken
Der 1947 in Riga geborene Geiger Gidon Kremer schrieb zur Erinnerung an Oskar Strock den Titel All in the Past: Remembering Oscar Strock, for violins and strings. Auch der israelische Geiger Itzhak Perlman (geb. 1945 in Jaffa) spielte Musik von Strock ein.
Der lettische Komponist Georgs Pelēcis schrieb 2001 die Komposition für Streicher und Solovioline Astor Piazzolla, Oskar Strock and me, or „Buena Riga“: for violin and string orchestra, die bei den Verlagen „Musica Baltica“ in Riga und „Schott Music“ in Mainz erschienen ist und 17 Minuten dauert.
Junge Musiker, die sich für Osteuropa und die Musik der klezmorim zu interessieren beginnen, nehmen Kompositionen Strocks in ihr Repertoire auf, so in jüngster Zeit die Gruppen „Kasbek“ und „Emanuel“.
Die deutsche Journalistin und Schriftstellerin Petra Reski erwähnt ihn in ihrer Reportage „Tango in Irkutsk“.
Der 1971 in Riga geborene Pianist und Autor Dmitri Dragilew hat sich in seinen Publikationen und in seiner 1998 gegründeten „Interessengemeinschaft Oscar Strok und Eddie Rosner“ (bekannt auch als Oskar Strock & Eddie Rosner Heritage Society) für das Andenken an Oscar Strock engagiert. Er war auch am Zustandekommen des Musicals Oskar Strok. Tango. Return of Riga’s King beteiligt, einer internationalen Revue, welche in Riga an der Lettischen National-Oper aufgeführt wurde. Unter Obhut der Oskar Strock & Eddie Rosner Heritage Society tritt die im Jahre 2015 in Berlin gegründete Kapelle Strock (Klavier, Violine, Knopfakkordeon, Kontrabass) auf. Die Gründung der Kapelle geht auf die Initiative von Dmitri Dragilew zurück. Seit 2021 ist ein weiteres Projekt der Strock-Rosner-Gesellschaft aktiv und zwar The Oskar Strock & Eddie Rosner Orchestra. Es bringt alte und neue Arrangements, bekannte, weniger bekannte sowie neu entdeckte Werke zu Gehör.

## Tondokumente (Auswahl)
Aufnahmen in Sankt Petersburg
- Plachet royal, romans (O. Strok): Juri S[piridonovich] Morfessi with p. - Gramophone 'Amour' Matrix number 19 480 Date: 14-10-15 СПб

- Buket uvyal, romans (O. Strok): Juri S[piridonovich] Morfessi with p. - Gramophone 'Amour' Matrix number 19 485 Date: 14-10-15 СПб

Aufnahmen in Berlin
- insgesamt 16 Titel

- Am Kamin. Valse Boston (Oscar Strok): Orchester Bernard Etté. Vox 01499 (mx. 1408-A) c. 1923

Aufnahmen von „Oscar Strock mit seinem Jazz-Orchester“
- Geliebte. Tango (O. Strock): Adler Electro Nr. 5473 (mx. 7393) / Zigeunerliebe. Foxtrot (O. Strock) Adler Electro Nr. 5473 (mx. 7396) – Oskar Strock mit seinem Jazz-Orchester. Mit russischem Refraingesang. Berlin August 1930

- Baranotschki/Бараночки. One Step. Musik u. Text v. Oscar Strock. Oscar Strock mit seinem Jazz-Orchester. Mit russischem Refraingesang. Adler Elektro Bestell-Nr. 5481 (mx. 7391*)

- Blaue Augen/Голубые Глаза. Tango. Musik u. Text v. Oscar Strock. Oscar Strock mit seinem Jazz-Orchester. Mit russischem Refraingesang. Adler Elektro Bestell-Nr. 5481 (mx. 7392*) Berlin August 1930

Mit dem Refrainsänger Alexander A. Balaban als „Fred King“ auf Ultraphon (von Adler-Matrize):
- Сердце матери. Танго (моя идише мама) муз. J. Еллена и Л. Поллака, соч. О. Строка. Фред Кинг со своим жес-оркестром съ русским припевом/Das Herz einer Mutter/My Yiddische Mame. Tango (Yellen – Pollak) Fred King mit seinem Jazz-Orchester (mit russischem Refraingesang) – Ultraphon A 8008 (mx. 7441 T), auch erschienen auf Eltag A 5483 (mx. 7441 T) und Bellaccord Electro 3329 (mx. M 3685), aufgen. Berlin 14-08-1930

- Твой ротъ говоритъ: „нетъ“ (Музыка: В. Розена, сочиненiе О. Строка) Фредъ Кингъ съ своимъ жес-оркестромъ, съ русскимъ припевомъ./Dein Mund sagt „Nein“. Tango (Willy Rosen – Oscar Strock) Fred King mit seinem Jazz-Orchester (mit russischem Refraingesang) – Ultraphon A 8008 (mx. 7443 T), aufgen. Berlin 14-08-1930

Aufnahmen mit Marek Weber und seinem Orchester
- Jascha auf Reisen (Яша - коммивояжер), russischer Foxtrott (Oskar Strock): Marek Weber und sein Orchester, mit russischem Refraingesang von Marek Belorusov, Electrola E.G.1827, (mx. BNR 816-II)

- Schwarze Augen (Черные глаза), Tango (Oskar Strock): Marek Weber und sein Orchester, mit russischem Refraingesang von Marek Belorusov, Electrola E.G.1827 (mx. BNR 817-I), aufgen. Berlin 30. Oktober 1929

- Oh my Boy! (О, мой мальчик), russischer Foxtrott (Oskar Strock): Marek Weber’s Orchestra, voc. Marex Liben-Bjelorussof HMV X.3636 (mx. 30-0196) Die Aufnahme entstand am 14. November 1930 in Berlin. Im Intro wird das jiddische Oj oj oj oj mazl tov zitiert.

Aufnahmen in Lettland
- Jelmani neatstaj/Не покидай [Don´t leave me], Tango (Oskars Stroks): Oskara Stroka džesa orkestris. Bellaccord Electro 3370 (M 3763 1|2) LATVIJAS RAZOJUMS, rec. Riga, ca. 1934

- Мусенька родная, Танго (О.Строк) Петръ Лещенко с оркестромъ „Bellaccord“/Liebe Musenka. Tango (Oscar Strok) Peter Leschtschenko mit Bellaccord-Orchester, Leitung Sergei Aldjaroff (Levinson). Bellaccord Electro 3441 (mx. M 3931 p) aufgen. Riga 1936.

- Константин Сокольский: Снилось мне (О.Строк - С.Новицкий)/Konstantin Sokolski: I was dreaming (O. Strok – S.Novitski) Bellaccord blau-label 3709 (M 4528)

- Константин Сокольский: Не надо вспоминать (О. Строк)/Konstantin Sokolski: You should not think about love (that vanished long ago)(O. Strok) Bellaccord rot-label 3906 (M 4963) aufgen. Riga, Mai 1938

Aufnahmen in Österreich
- Those Dark Eye (Чёрные глаза), Tango (Oskar Strock), Peter Leschtschenko mit Orch. Frank Fux [Fuchs]. Columbia DV 1220 (mx. WHR 290), Wien 1933.

- My Last Tango (Moyo poslednee tango) (Music: Oskar Strock), Piotr Leshchenko mit Orch. Max Hoenigsberg-Albahari. Columbia DV 1270 (mx. WHR 375), Wien 1933

Aufnahmen in Polen
- Oczy czarne (Dark Eyes) Tango (O.Strock) – Orkiestra taneczna „Columbia“ (Columbia Dance Orchestra) Columbia DM. 1570 (mx. R 117)

- Czernyje głaza (muzyka i słowa Oskar Strok) Olga Kamieńska.Columbia DM. 1864 a (mx. WJ 555) – 1935 rok.

- Tańcz Maszka, tańcz! (Dance Mashka, dance), composed by Oskar Strock, recording was made in Polish by Mieczysław Fogg with Ivo Wesby Orchestra. Syrena Electro 2041 (Matr. 28 761) – Warszawa, 1938 rok.

Aufnahmen in der Sowjetunion
- О, мой мальчик, фокстрот/Oh My Boy, Foks trot (O. Strok): (anon.) Tanz-Orchester. Bakovka К-10 (д1 2044) 1938 года

- ЛЮБЛЮ танго, обр. Л.Дидерихса Джаз-орк. под упр. ЛЕОНИДА УТЕСОВАIch liebe (Schlaf mein armes Herz), Tango (Oskar Strok, arr. Leonid Diederichs) Jazz-Orchester Leonid Utyosov. Aprelevskij Zavod III 9337/3 Г-2816 – Moskau 1939

- СПИ, МОЕ СЕРДЦЕ танго Эстрадный оркестр п/у А. Н. Цфасмана/Schlaf mein armes Herz, Tango (O. Strok) Estradenorchester unter Leitung von A. N. Zfasman. „Metalloplastmass“ Г Х-9964 (mx. 9964) – Moskau 1939

- Блюз/Blues (Moisei Ferkelman, Oscar Strock) Jazz-Orchester Jakov Skomorowski. Gramplastmass Г-88 (mx. 10 112/6) – Moskau 29-01-1940

Jüdische Aufnahmen
- Менаше Оппенгейм: Куда мне идти? (Оскар Строк - И.С.Корнтаер) 1940-e Художник - Maurycy Trębacz. / Menashe Oppenheim: Vu Ahin Zol Ikh Geyn / Where Shall I Go? 1940s (Oskar Strock – I.S. Korntayer), Artist: Maurycy Trębacz

- Leo Fuld: Vu Ahin Zol Ikh Geyn/Where can I go

Oscar Strok in Übersee
- My Last Tango (Моё последнее танго) Sung by: Peter Leshtchenko with. Orch. - recorded in Europe. Argee Records No. 1047-A (von Columbia mx. WHR 375)

- Those Dark Eye (Чёрные глаза), Tango. Sung by: Peter Leshtchenko with. Orch. - recorded in Europe. Argee Records No. 1055-A, auch: Stinson Records No. 3165-A (von Columbia mx. WHR 290)

- Blue Rhapsody (Синяя рапсодия), slow-fox [Text und Musik Oskar Strock]. Sung by: Peter Leshtchenko with. Orch. - recorded in Europe. Stinson Records No. 3057-B (von Columbia mx. CHR 691) [mit Orchester Max Hönigsberg, aufgen. in Bukarest 1937]

- Gypsy Music: Oh Those Dark Eyes. Russian Tango [O. Strok] GYPSY ENSEMBLE Kanad. Columbia (grün) A16-5 / C 6165 (CO 30052), rec. New York 25-03-1941

## Wiederveröffentlichung
CD Оскар Строк - король и подданны̆и - Oskar Strok / korolʹ i poddannyĭ, mit Begleitbuch, 250 Seiten, bei: Dekom, Nizhni’j – Novgorod, 2006 / Анисим, Нижнйи Новгород 2006 года, ISBN 5-89533-166-1, 9785895331668 ;
enthält: O, eti chernye glaza-- Skazhite, pochemu?-- V razluke-- Spi, moe bednoe serdtse--Musen'ka rodnaia-- Ne nado vspominatʹ liubvi-- Marianna-- Mechta-- Zvezdnoe schastʹe-- Ne pokidaĭ-- Byloe uvlechenie-- Tango-fantaziia-- Katia, Katia-- Golubye glaza-- Moi malʹchik--Lunna i a rapsodiia-- Moia Natalʹia-- Zimnee tango-- Moe poslednee tango